# Борзуй
Борзуй (також Борзуе) — перський лікар пізньої сасанідської епохи, у часи правління Анушармана. Він відомий тим, що переклав індійську збірку байок «Панчатантра» на пахлеві (середньоперську мову). Проте, і його переклад, і оригінальний санскритський текст — втрачені. Перед втратою, однак, його пехлавійська версія була перекладена арабською Ібн аль-Мукаффою, що він їй дав назву «Каліла і Дімна» чи «Байки Бідпаі» (твір став класичним твором арабської прози). Книга містила байки, в яких тварини комплексно взаємодіють між собою і таким чином в алегоричній формі дають настанову трьом принцам щодо того, як керувати державою.
Вступ до «Каліли і Дімни» надає нам автобіографію Борзуя.
Існують значні дискусії про те, що Борзуй — це Бозорґмегр (сасанідський аристократ). 
Хоча, джерела вказують на те, що це двоє різних людей, Борзуй могло бути скороченням імені Бозорґмегр.